# Su última aventura
Su última aventura es una película cómica de 1946 dirigida por Gilberto Martínez Solares y protagonizada por Arturo de Córdova y Esther Fernández. Fue filmada a partir de 1946 en Estudios Churubusco, y estrenada el 17 de octubre en el Cine Olimpia, en donde fue exhibida durante tres semanas.

## Argumento
Todo México se hace la misma pregunta, ¿quién se ha ganado el premio mayor de la lotería de cinco millones de pesos? Si la persona afortunada que los ganó no se presenta pronto a cobrar el premio este se tendrá que volver a rifar. Pronto descubrimos que el premio se lo ha llevado un famoso y buscado delincuente, Raúl, quien, interpretado por Arturo de Córdova, junto a sus cómplices Sebastián, Clara, Adolfo, <<Chichilo>> y <<El nené>>, no puede abandonar la gran mansión donde se ocultan pues la policía los busca por toda la ciudad. Así pues se ven en el problema de no poder reclamar el dinero que les permitiría huir de México. 
Al mismo tiempo, el no confiar en ninguno de sus socios lo llevan a solicitar por medio de un anuncio a una "persona decente"; sin embargo, al anuncio responde una multitud gritona y peleonera. Ante esta situación, decide usar una técnica inspirada en una película que ha visto: con ayuda de <<Chichilo>>, arrojar carteras con 500 pesos cada una en la calle y su dirección. La gente se pelea por las carteras y sólo la joven Graciela la devuelve, ante ella, los delincuentes fingen ser una familia decente y de mucho dinero y la contratan como mecanógrafa. Con el cuento de una pretendida quiebra de su padre el «coronel», Raúl logra que ella cobre el billete y regrese con el dinero escoltada por la policía. 
A lo largo de este periodo vemos como Raúl y Graciela se enamoran. Sin embargo, pronto se descubre la verdadera identidad de los habitantes de la casa.
Los delincuentes huyen a La Habana y estando ahí Raúl se entera de que uno de los suyos, «El nene», los ha delatado y la policía ha detenido a Graciela quien, al haber sido la que cobró el billete de la lotería la considera como parte de la banda. Raúl regresa a México y se entrega a la policía, devolviendo todo el dinero robado. Tras cumplir una corta condena, Raúl se reúne con Graciela. La película concluye con ambos entrando a un cine donde la marquesina anuncia la película "Su última aventura".

## Producción
Esta película fue filmada en Estudios Churubusco, la escenografía fue hecha por el artista mexicano Gunther Gerzo y la fotografía por Gabriel Figueroa.

## Temas
Su última aventura es una película de comedia, romance y gánsteres.

## Recepción
El crítico de cine Emilio García Riera, señala que «resultó ésta no sólo la mejor comedia del año [...] sino una de las pocas de ambiente que no le salieron afligientes al cine del país».